# 935–939 Broadway
935–939 Broadway est un bâtiment en grès de style italianisant comportant six étages, conçu en 1862 par l'architecte Griffith Thomas dans le quartier Flatiron de Manhattan, à New York. 

## Histoire
Le bâtiment à six étages à l'italienne, commandé par Richard Mortimer, a été construit entre 1861 et 1862 et a été conçu par l'architecte Griffith Thomas. Tout au long de son existence, la structure a été appelée l'édifice Mortimer, l'édifice Albert et l'hôtel Glenham. Les premiers locataires comprennent le New York City Business College de Bryant, Stratton & Packard et le J. & C. Johnston Johnston Dry Goods  qui a ouvert ses portes en 1881. Le bâtiment avait à l'origine cinq étages et un sixième étage a été ajouté en 1919 par les architectes Rouse & Goldstone. 

### Glenham Hotel
Il existe des informations contradictoires qui font référence à ce bâtiment sous le nom de l'ancien hôtel Glenham. Le Glenham Hotel a cependant été répertorié aux 153 et 155 Fifth Avenue,, qui semble être l'adresse à côté où se trouve maintenant le Scribner Building. 

## Galerie

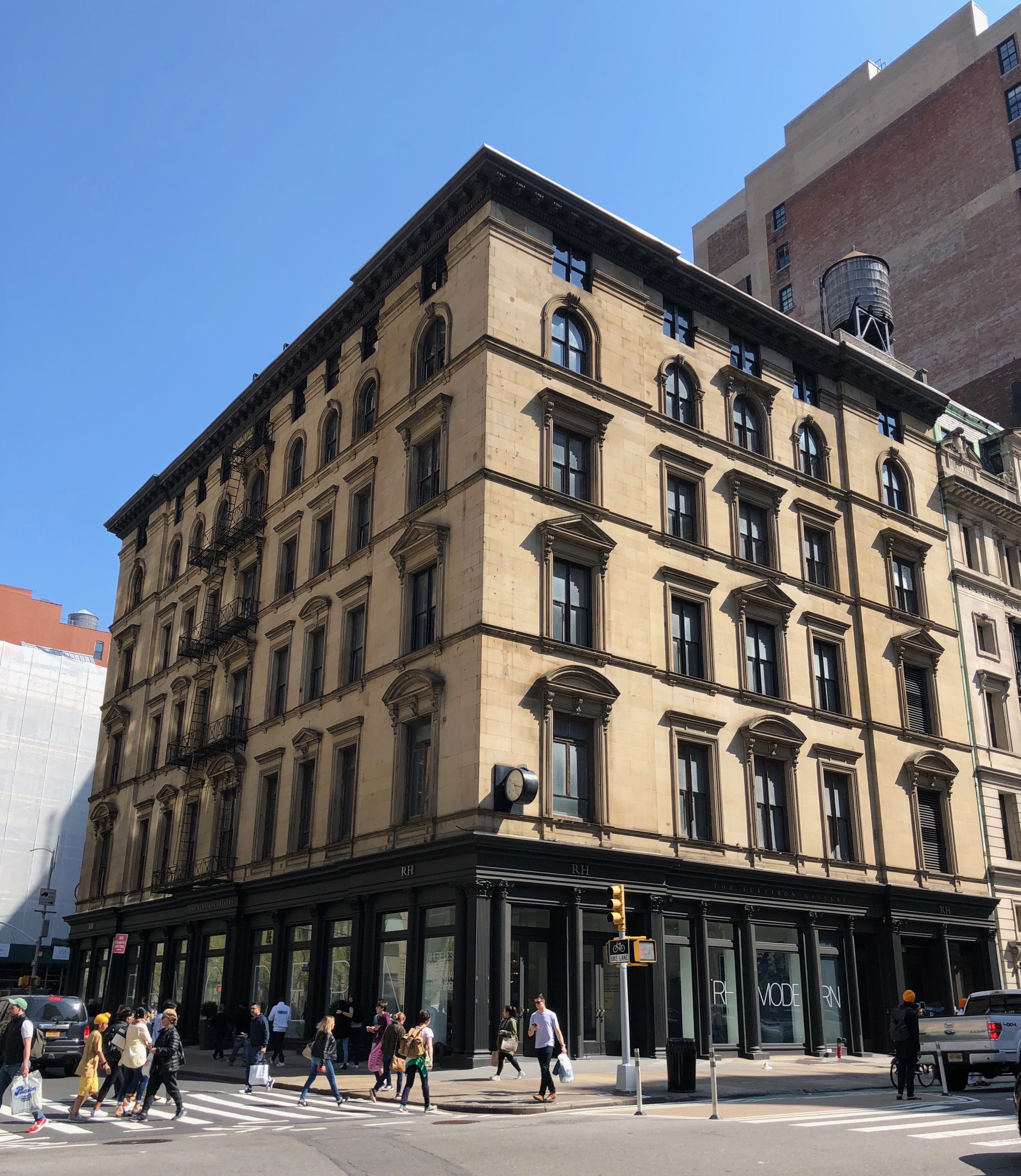
Vu depuis la 5e Avenue et la 22e Rue.
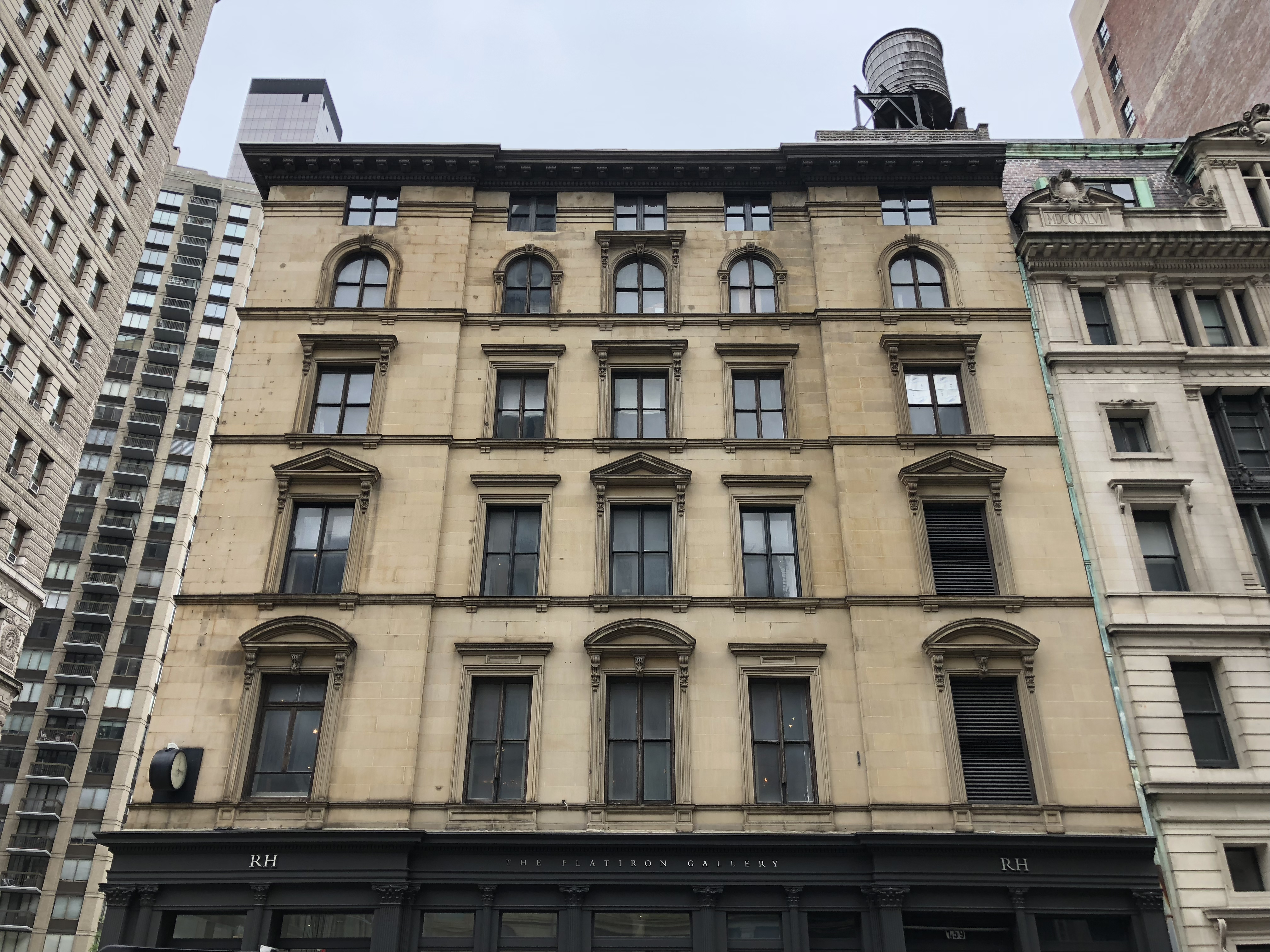
Vue extérieure face à la 5e Avenue.
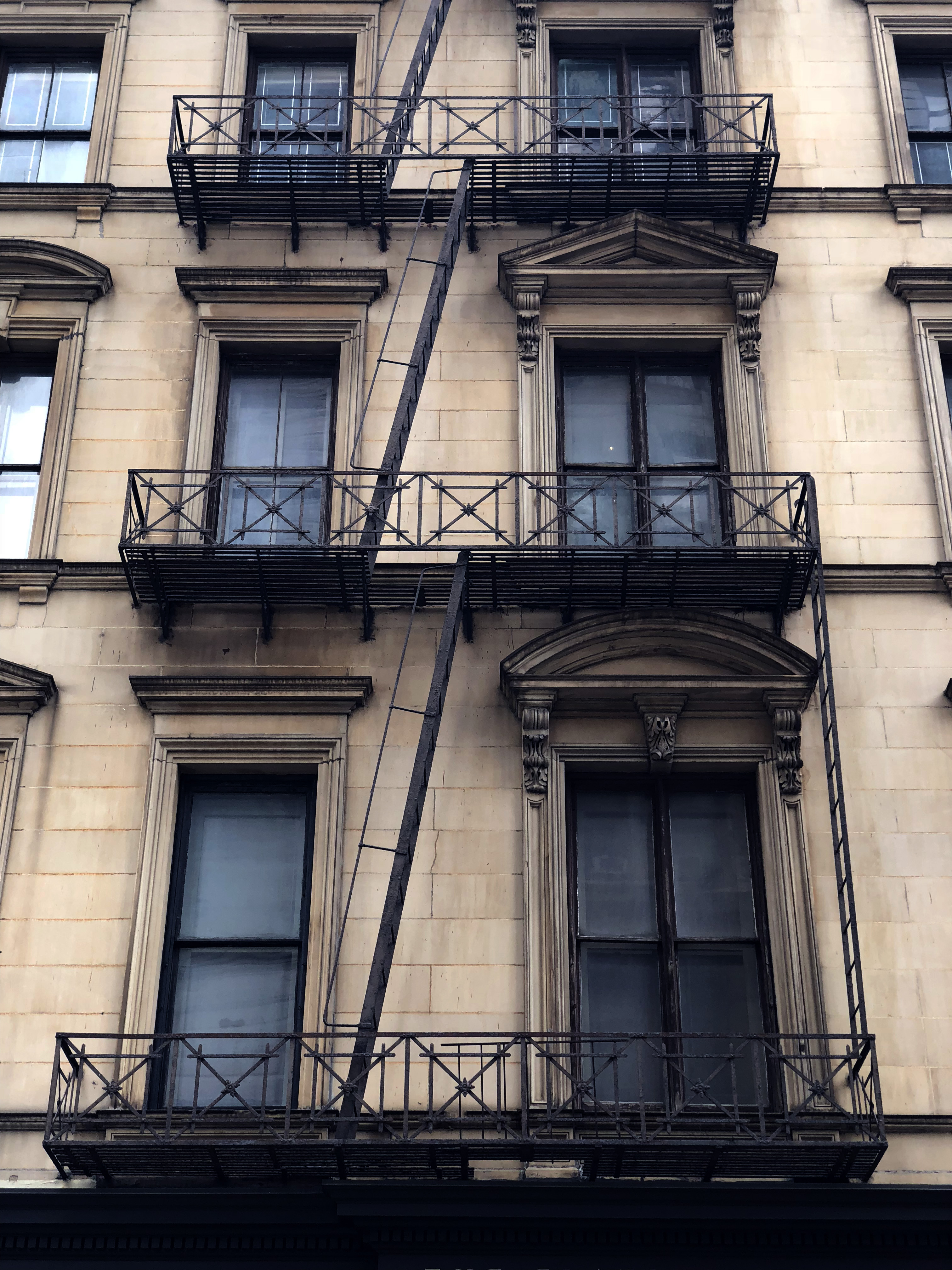
Vue de l'escalier de secours.
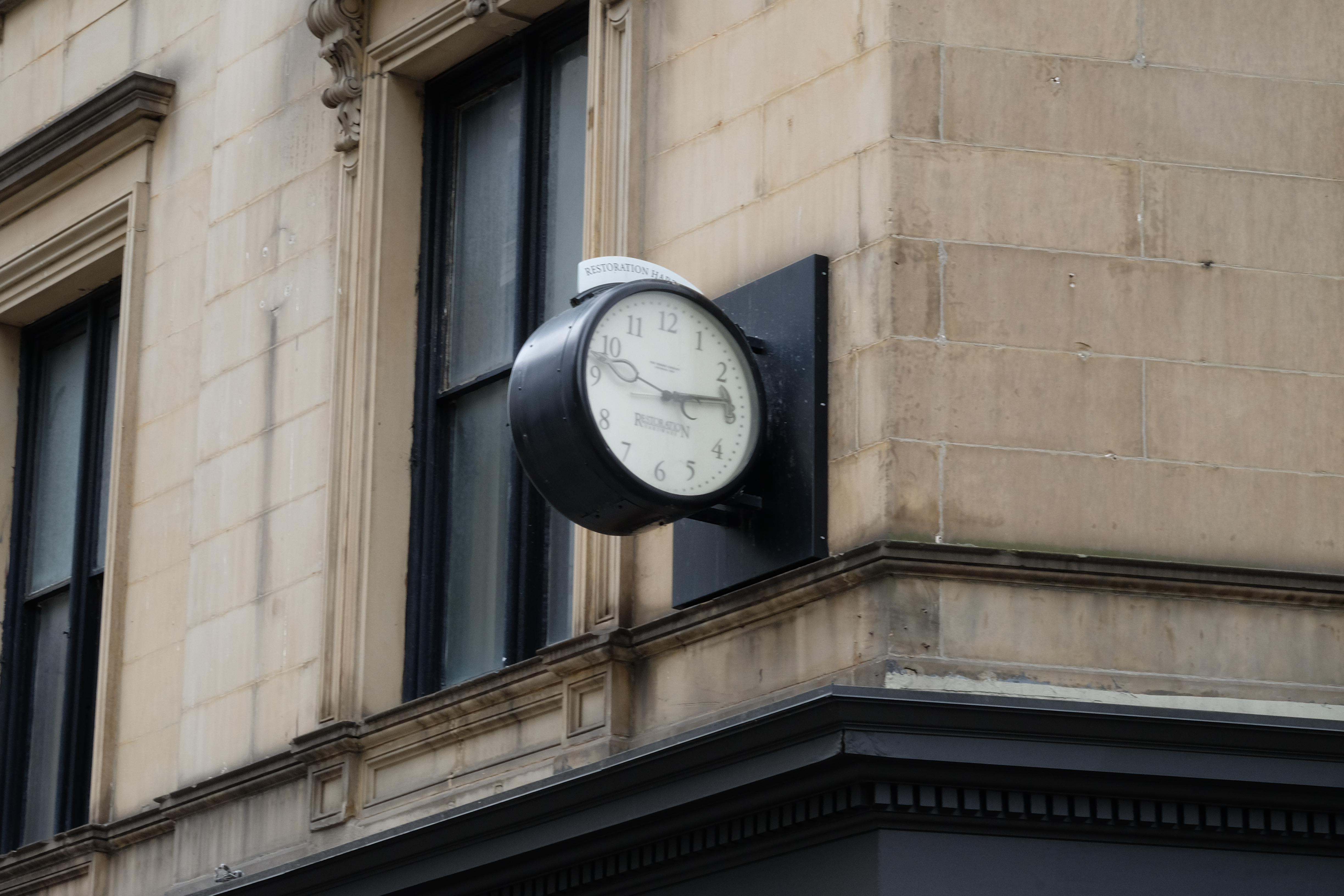
Vue de l'horloge sur la façade à l'angle nord-est.
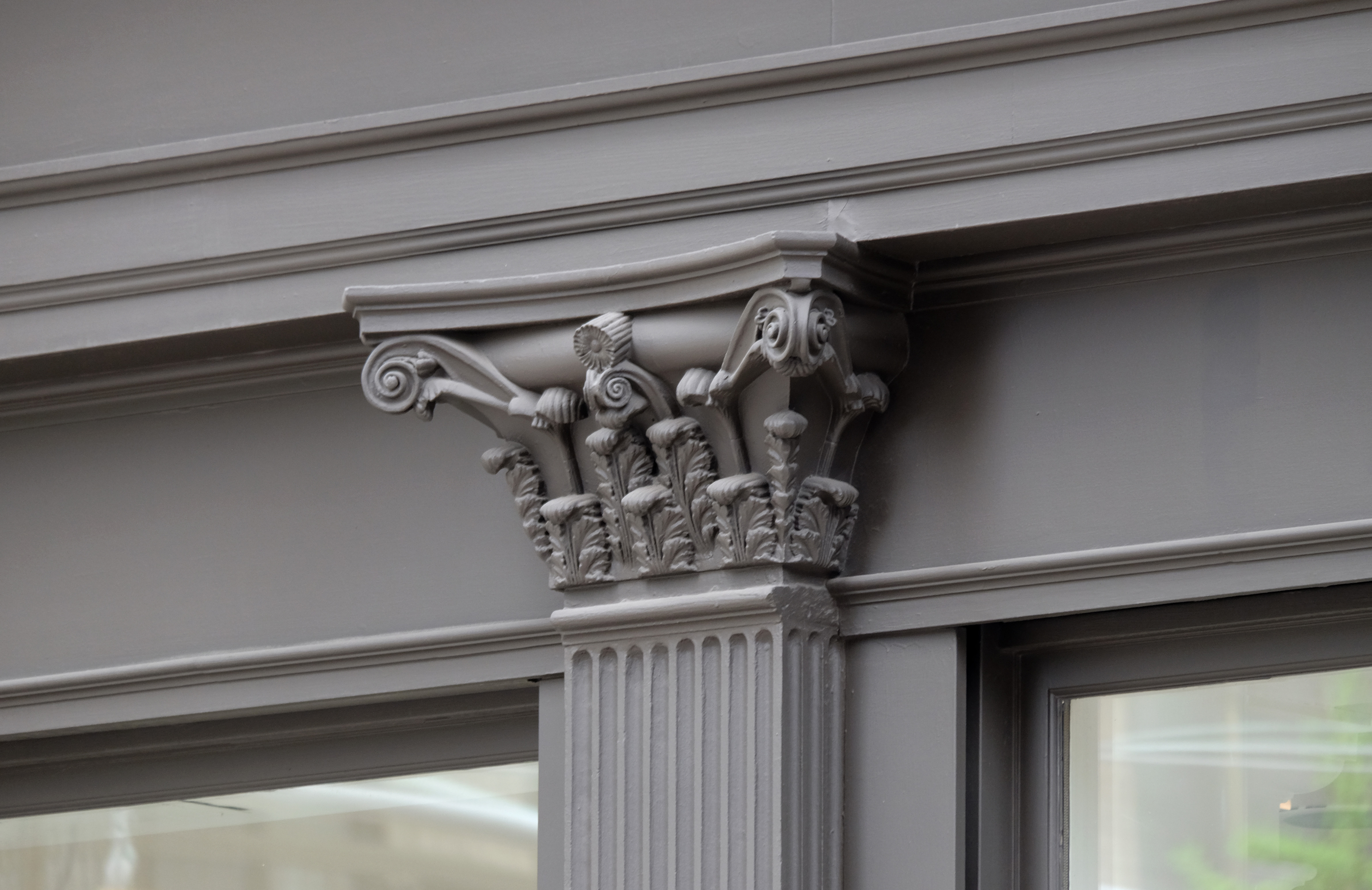
Détail au rez-de-chaussée.
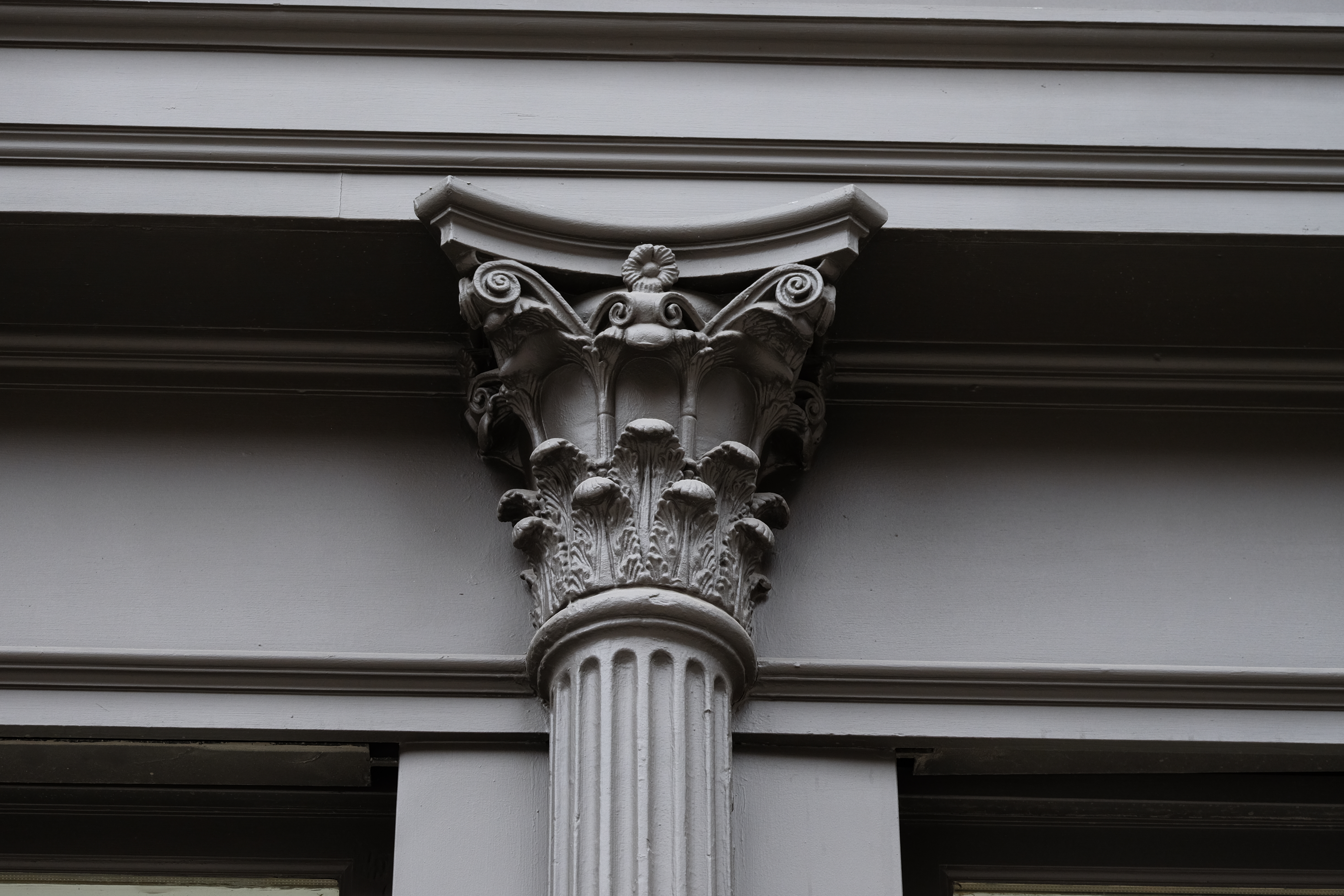
Détail au rez-de-chaussée.
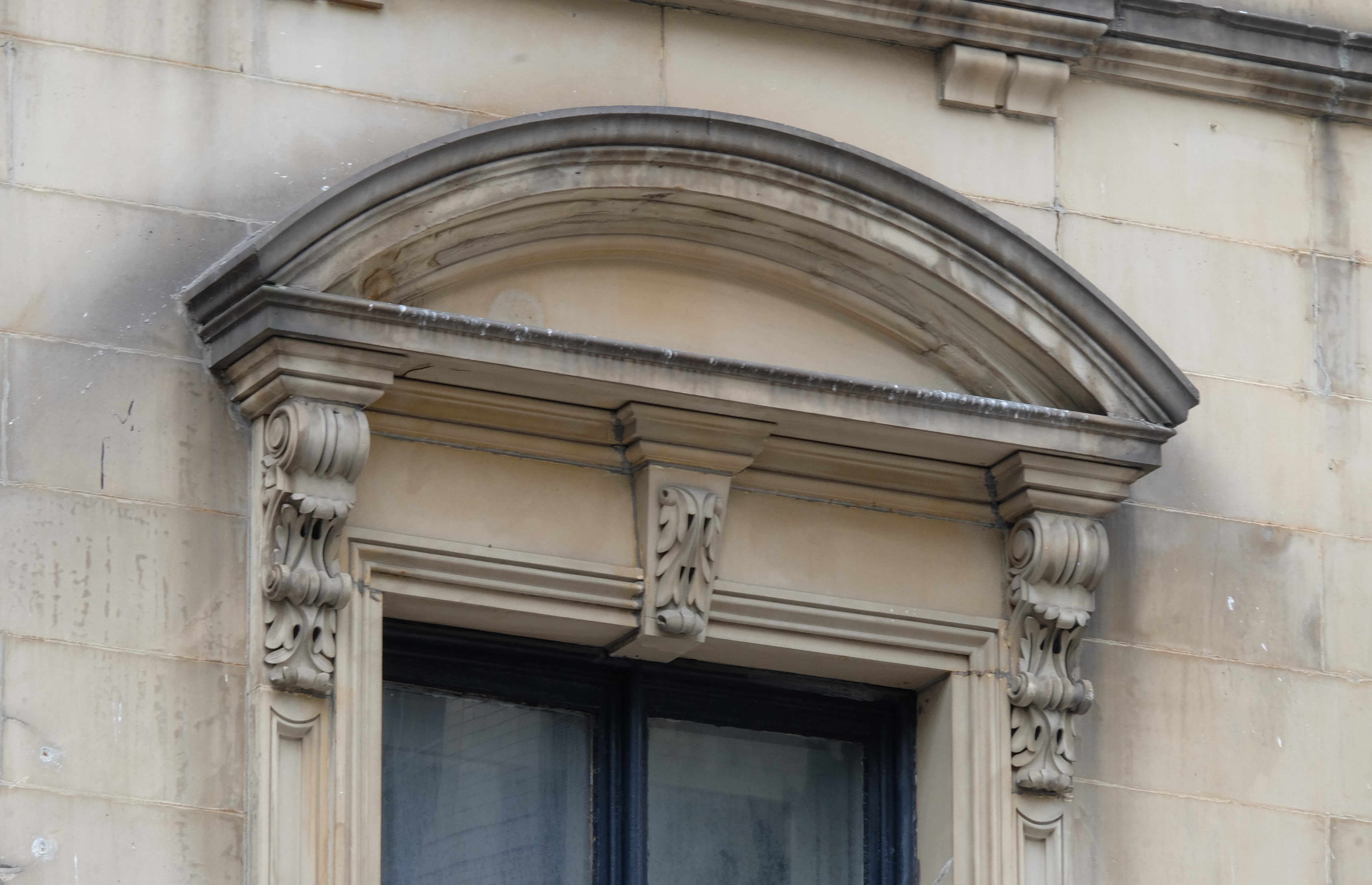
Détail de fronton arrondi.
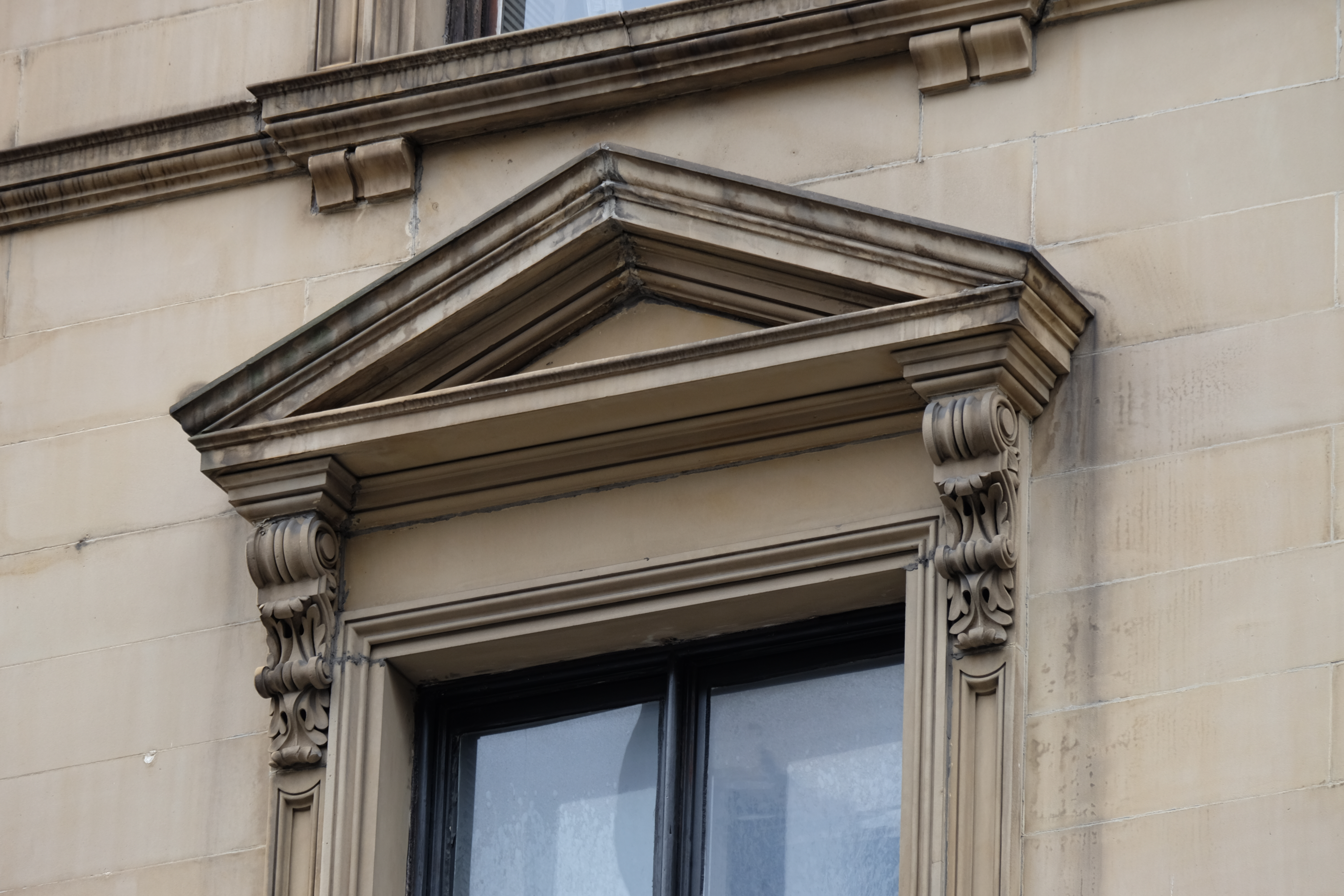
Détail du fronton triangulaire.
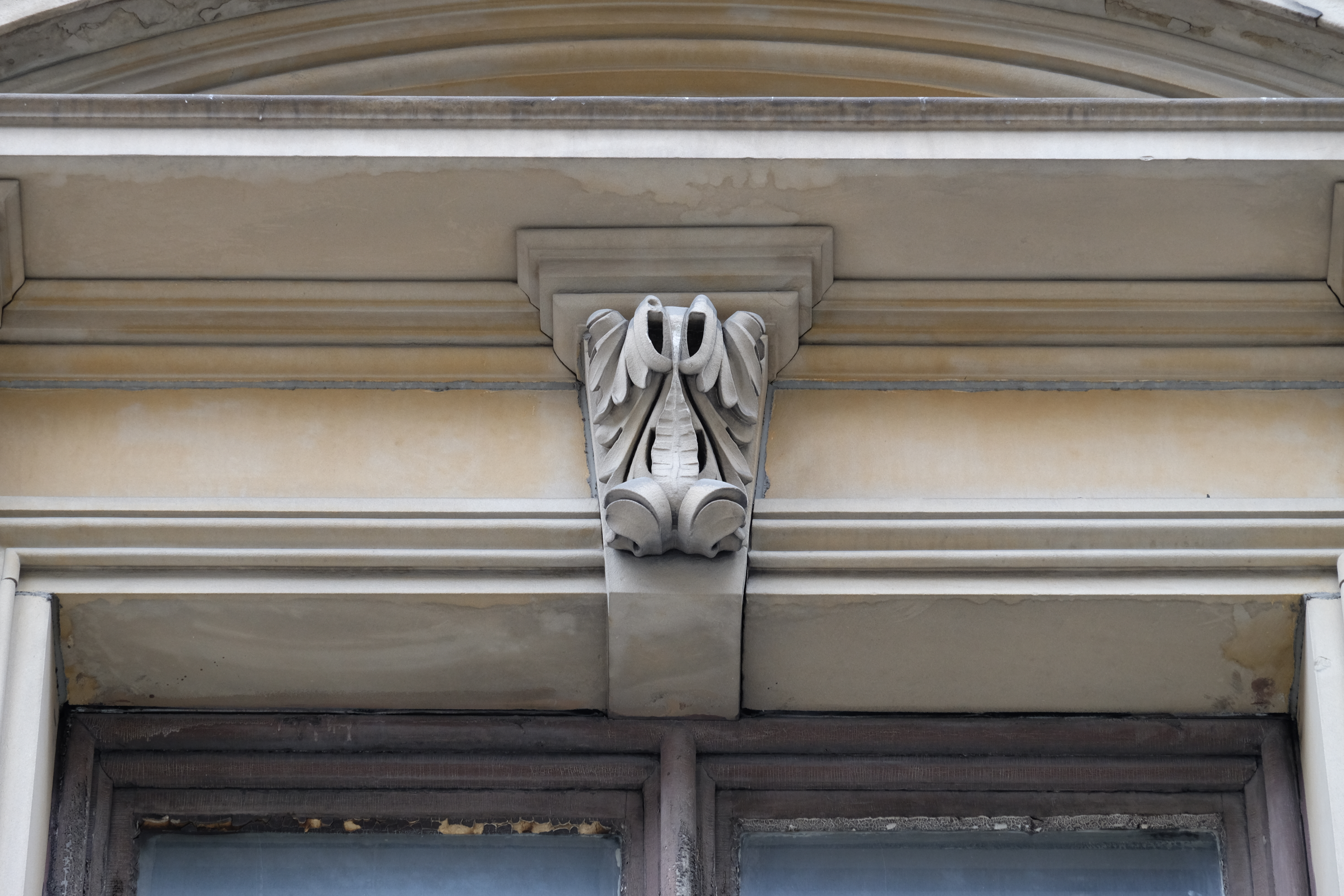
Détail au-dessus d'une des fenêtres.
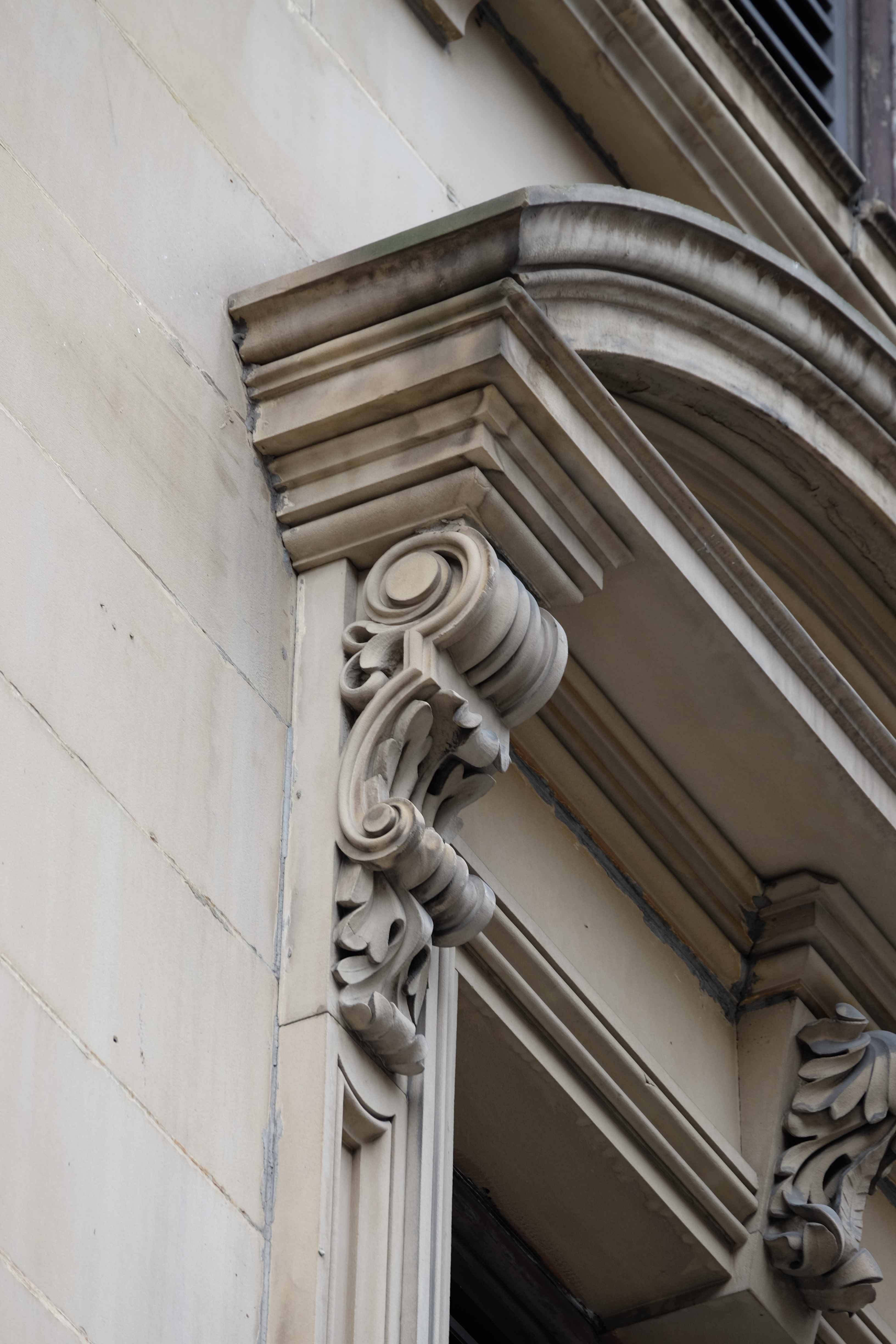
Détail sur le côté de l'une des fenêtres.
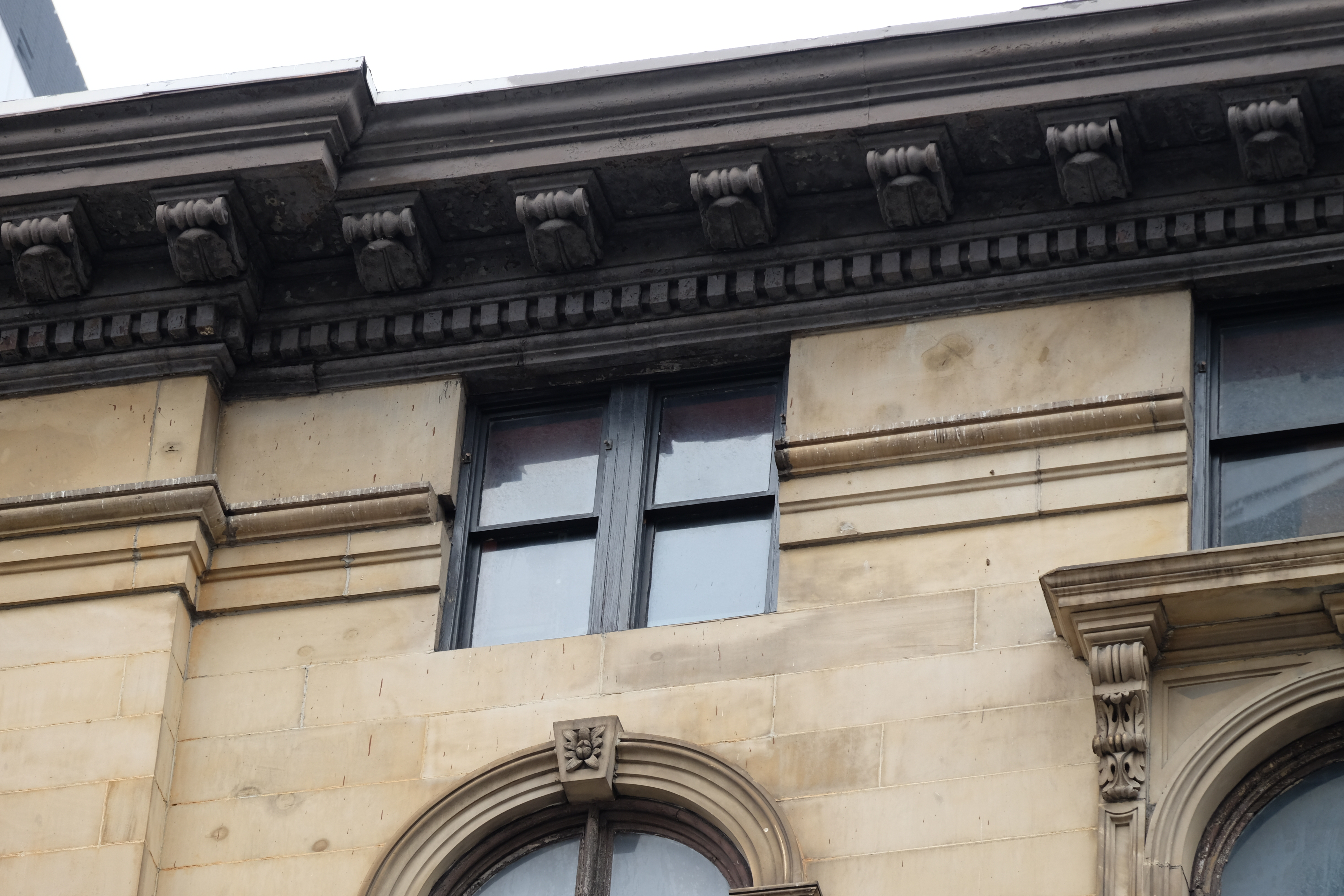
Vue d'une des fenêtres du sixième étage.
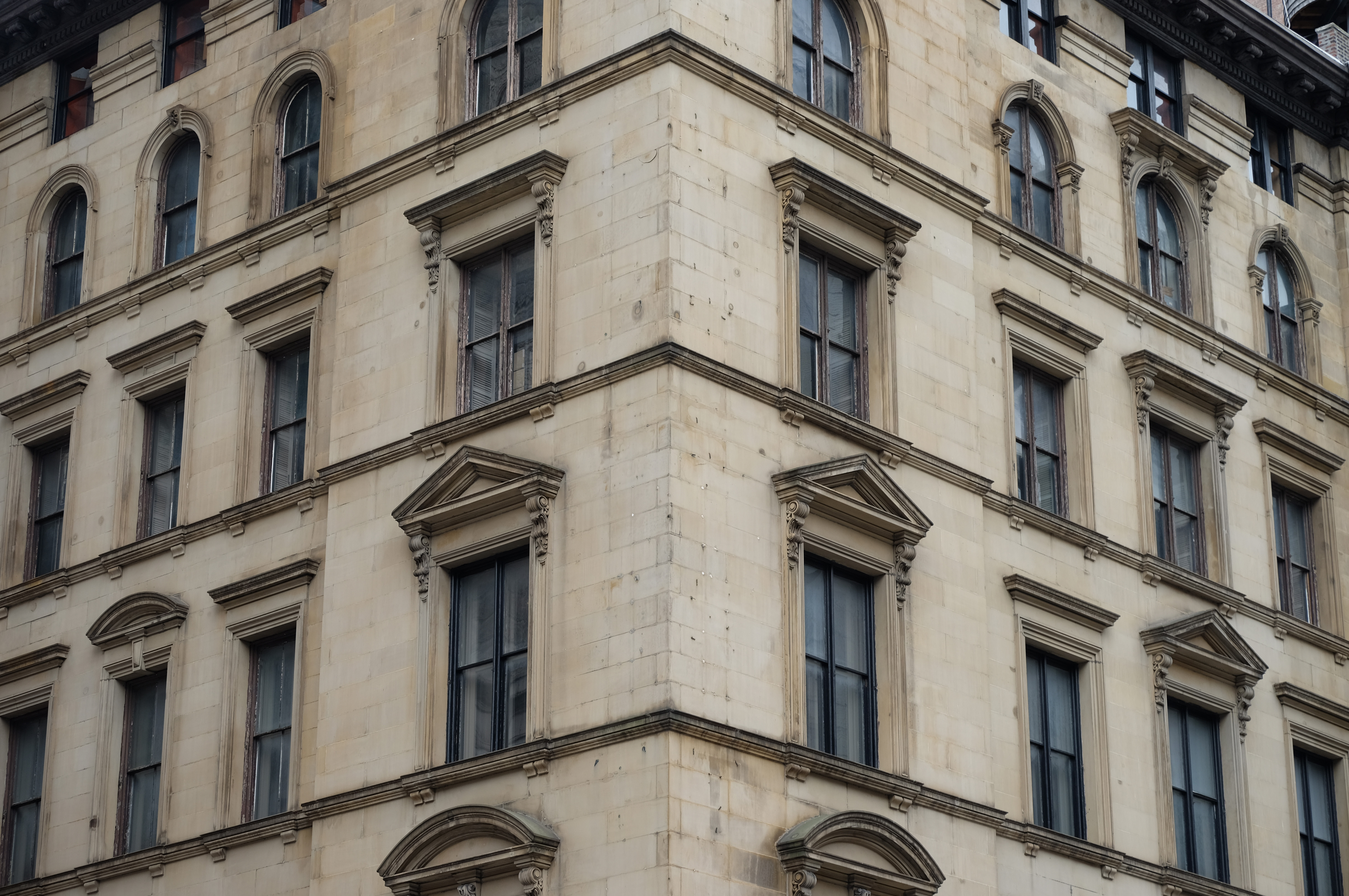
Vue du coin nord-ouest.